# Sogratl
Sogratl (en ruso: Согратль; en avar: СугъралӀ) es una localidad rural y el centro administrativo de Sogratlinsky Selsoviet, distrito de Gunibsky, República de Daguestán, Rusia. La población era 2360 a partir de 2010. Hay 4 calles.

## Geografía
Sogratl se encuentra 25 km al sur de Gunib (el centro administrativo del distrito) por carretera, en el río Tsamtichay. Obokh y Shangoda son las localidades rurales más cercanas.